# Eugene Melchiorre
Eugene "Squeaky" Melchiorre (Highland Park, Illinois, 10 d'agost de 1927 - 27 de setembre de 2019) va ser un jugador de bàsquet nord-americà que després de ser triat com a número u del Draft de l'NBA de 1951 va ser suspès a perpetuïtat per un assumpte de manipulació de partits. Amb 1,73 metres d'alçada, jugava en la posició de base.

## Trajectòria esportiva

### Universitat
Va jugar durant 4 temporades amb els Braves de la Universitat de Bradley, amb els quals va fer una mitjana de 12,2 punts per partit. En les seves tres últimes temporades va ser triat en el millor quintet de la Missouri Valley Conference, a més de ser triat en el millor quintet del NIT el 1950. En el seu últim any de carrera va ser inclòs també al primer equip All-American.

#### Manipulació de partits
Melchiorre es va veure involucrat en un massiu afer de manipulació de partits el 1951, en el qual van estar implicades 7 universitats i 32 jugadors de tot el país. El 24 de juliol d'aquell any, ell i altres quatre companys van admetre haver rebut suborns per deixar-se guanyar davant Saint Joseph's a Filadèlfia i davant Oregon State a Chicago.

### Professional
Va ser triat en la primera posició del Draft de l'NBA de 1951 per Baltimore Bullets, on li van oferir una suma de diners espectaculars per l'epoca, 8.000 dòlars per temporada, però va ser suspès per a tota la vida per l'escàndol de manipulació de partits abans que comencés la competició.